# Neotrichia cameria
Neotrichia cameria är en nattsländeart som först beskrevs av Martin E. Mosely 1937.  Neotrichia cameria ingår i släktet Neotrichia och familjen smånattsländor. Inga underarter finns listade i Catalogue of Life.